# Comitatul Roscommon
Roscommon (în irlandeză Contae Ros Comáin) este un comitat din Irlanda.